# ناحیه اویمیاکان
ناحیه اویمیاکان (به لاتین: Oymyakonsky District) یک منطقهٔ مسکونی در روسیه است که در یاقوتستان واقع شده‌است.